# 高閑
高閑（生卒年不詳），湖州烏程（今中國浙江省湖州市）人。唐代僧人, 著名書法家，以擅長書寫真書 與草書，名冠一時。與當朝的文人韓愈、陳陶、張祜等交好，唐宣宗宣召進朝，賜紫衣袈裟，後圓寂於湖州開元寺。

## 傳世書墨
- 草書《千字文》殘卷真跡，上海博物館收藏。
- 湖州《千字文》[1]石刻。
- 《令孤楚詩》

## 歷史評價
- 唐代韓愈在《送高閑上人序》寫到：「往昔張旭善草書，不治他技。喜怒窘窮，憂悲、愉快、怨恨、思慕、憨醉、無聊、不平，有動於心，必於草書焉發之。觀於物，見山水崖谷，鳥獸蟲魚、草木之花實，日月列星，風雨水火，雷霆霹靂，歌舞戰鬥，天地事物之變，可喜可愕一寓於書。故旭之書變動猶鬼神，不可端倪，以此終其身而名後世。今閑之於草書，有旭之心哉！不得其心逐其跡，未見其能旭也。為旭有道，利害必明，無遺錙銖，情言於中，利欲鬥進，有得有喪，勃然不釋，然後一決於書，而後旭可幾也。」[2]
- 唐代張佑寫詩贊曰：「卷軸朝廷餞，書函內庫收 陶欣入社叟，生性論經儔 日色屏初揭，風聲筆未休 長波浮海岸，大點出嵩邱 不絕羲之法，難窮智永流。 殷勤一箋在，留著看銀鉤。」
- 宋代陳思在《書小史》說：「高閑善草書，師懷素，深窮體勢。」[3]
- 宋代董逌在《廣川書跋》說到：「（高）閑之書不多存於世，其學出張顛，在唐得名甚顯。」[4]

## 外部連結
- 書法字典辭典網－高閑百科 （页面存档备份，存于）
- 書法字典－高閑